# IX. Kelemen pápa
IX. Kelemen (Pistoia, 1600. január 28. – Róma, 1669. december 9.) a római katolikus egyház 238. pápája 1667-től haláláig. Mindössze kétéves pontifikátusa alatt annyi tiszteletet vívott ki magának mind a klérus tagjaiból, mind a rómaiakból, mint a 17. század egyházfői összességében. Szelíd, békére törekvő jelleme határozta meg pontifikátusát. Kiváló személyiségével éppen olyan jól megtalálta a hangot az egyszerű emberekkel, mint az arisztokráciával. Népszerű jelleme nemcsak Rómában aratott osztatlan sikert, de a nemzetközi diplomáciában is a béke és megértés hírnökeként vonult be. Hosszas megtagadás után ő építette ki a függetlenedett Portugália egyházi szervezetét, közvetítőként szerepet vállalt az aacheni békében, helyrehozta a Franciaországgal megromlott viszonyt, békére törekedett a janzenizmus követőivel és minden igyekezetével vissza akarta szorítani a törököket Európából.

## Tanulmányai és egyházi pályafutása
1600. január 28-án született a toszkánai Pistoiában eredetileg Giulio Rospigliosi néven. Régi nemesi családja volt, amelynek gyökerei Lombardiába nyúltak vissza. A tehetős család Rómába küldte Giuliót tanulni, a jezsuiták által irányított Collegio Romanóba. A szigorú és kiváló hírű iskolában Giulio kiemelkedő teljesítményt nyújtott. Tanárai különös figyelemmel bántak vele, és sokuk ajánlásával a pisai egyetemen tanult tovább. Itt huszonhárom évesen doktorált le filozófiából, majd ugyanitt teológiai professzor lett.

Kiváló eredményeivel szinte azonnal a Római Kúria alkalmazásába került, amit az is segített, hogy ekkoriban toszkánai származású egyházfők uralkodtak rendre egymás után. VIII. Orbánnal különösen szoros viszonyt épített ki, ugyanis mindkettőjük rajongott a költészetért és az irodalomért. Így Orbán Tarsus névleges érsekévé tette meg, majd 1644-ben nunciusként a spanyol udvarba küldte. Elutazása után nem sokkal kapta meg Orbán halálának hírét, de amikor értesült róla, hogy a pápai trónra a Barberinik esküdt ellensége, X. Ince pápa került, inkább Spanyolországban maradt. Ince személyes ellenségének tartotta Giuliót, és csak a pápa halála után, 1653-ban tért vissza Rómába VII. Sándor pápa hívására. A szintén irodalom-rajongó egyházfő újra a pápai udvar egyik legbefolyásosabb személyiségévé tette Giuliót, akit államtitkárrá, majd 1657-ben presbiter-bíborossá nevezett ki a San Sisto-templom címén.

## Mintapontifikátus

### Körberajongott jellem
Tíz évvel bíborosi kinevezése után VII. Sándor meghalt. A gyász letelte után a konklávé összeült, hogy megválassza az újabb egyházfőt, és a korábbi hosszas vita helyett ezúttal mindössze 18 napon keresztül tartott a pápaválasztás, és a kardinálisok egyöntetűen Giulio Raspigliosira adták le voksukat, aki a IX. Kelemen uralkodói nevet vette fel.

A barokk egyházfők alatt kizsigerelt rómaiak nem fogadták különösebben nagy örömmel az újabb egyházfőt, de amikor annak jelleme egyre erősebben megérződött a pápai állam belső ügyeiben, az egyik legnépszerűbb pápa lett. Kelemen szelíd és tartózkodó maradt Szent Péter trónusán is. Értelmével mindenkit meg tudott győzni, higgadt, meggondolt politikájával pedig az egyháznak is igazi hasznot tudott hozni. Uralkodásának első napjaiban több szociális döntést is hozott. Felvásárolta az összes úgynevezett macinatót, azaz a Róma gabonaellátását garantáló elsőbbségi jogot a gazdag monopóliumoktól. Ezáltal a pápa saját döntésétől függött a gabona és a kenyér ára is. Kelemen a Sándor által összegyűjtött pénzből valósította meg a macinatók felvásárlását, ezért a felvásárlást elrendelő bullát még Sándor nevében adta ki. 

Egy héten kétszer gyóntatott a Szent Péter-bazilikában, ahol bárki felkereshette, hogy megvallja bűneit vagy tanácsot kérjen az egyházfőtől. Gyakran látogatta az örök város kórházait, és a szegényeknek is bőséges alamizsnát adott. Az uralkodása alatt felépülő építményekre a korábbi pápáktól eltérően nem vésette fel a nevét, vagy címerét. De nemcsak ebben különbözött elődeitől, hanem abban is, hogy a nepotizmusnak még csak a gyanúja sem merülhetett fel uralkodása alatt. 1668. április 15-én boldoggá avatta Limai Rózát, aki később Amerika első szentje lett, majd 1669. április 28-án a szentek közé emelte Pazzi Szent Mária Magdolnát és Alcantarai Szent Pétert.

### Békítő külpolitika
Kelemen trónra lépése után nem sokkal kivívta a rómaiak és az itáliaiak tiszteletét és csodálatát. Hamarosan egész Európa megismerhette a pápa békítő és jóságos jellemét. A Kelemen előtt regnáló spanyolbarát egyházfők rendre visszautasították az 1640-ben Spanyolországtól függetlenedő Portugália egyházi szervezetének újjáépítését. IV. János portugál királyt az egyház elutasítása miatt nem ismerte el a katolikus Európa. A hosszú ideje húzódó vitákat végül Kelemen zárta le, és újjászervezte a portugál egyházat.

A Franciaországban a janzenizmus miatt kettéosztott egyházat ideiglenes javaslatával, az úgynevezett Pax Clementivel, azaz Kelemen békéjével rövid időre sikerült békésebb mederbe terelni, de mindez csak ideiglenes enyhülést hozott a teológiai vitákban.

Kelemen békeközvetítői szerepet vállalt el a Franciaország és Spanyolország között kirobbant örökösödési háború után, az 1668-as aacheni békében.
A katolikus hit védelmében a pápa minden igyekezetével támogatta a törökök elleni hadakozást. Magyarországra hatezer fős segédhadat küldött az oszmánok visszaszorítására, és szoros kapcsolatban állt Erdéllyel is. Itt támogatta a csíksomlyói iskola felállítását. 

A szárazföldi hadszíntér mellett nagy figyelmet fordított a Velencei Köztársaság küzdelmére is. A Krétát ostromló török hadak ellen a pápa katonai és pénzügyi segítséget is küldött, és több levélben kérte a keresztény európai uralkodók segítségét. Persze a királyok nem reagáltak a pápa hívó szavára, ezért húsz év hősies ellenállás után összeroppant a velencei védelem, és 1669 októberének végén elesett a sziget fővárosa, Candia. A Földközi-tenger kulcsfontosságú szigetének eleste megviselte az egyházfőt, és sokak szerint felgyorsította Kelemen halálát is.

### Kelemen, a művészetek feltétlen barátja
Kelemen még pápává választása előtt rajongott a művészetekért, amelyhez irodalmi vénája kötötte. Pápaként tovább csinosítgatta az örök várost, főleg Giovanni Lorenzo Bernini munkásságára alapozva. Uralkodása alatt Bernini tovább építette a Szent Péter tér árkádos oszlopsorait, amelyet még Kelemen elődje, VII. Sándor rendelt meg. A pápa felkérésére készültek el a Ponte Sant'Angelo, azaz az Angyalvárhoz vezető híd angyalszobrai is. 

Kelemen művészetpártolásának középpontjában az építészet mellett mindig az irodalom maradt, sőt őt tekintik a római opera egyik legnagyobb meghonosítójának. A pápa rövid pontifikátusa alatt megnyitotta a város első nyilvános operaházát, amelynek megnyitóján, 1668-ban egy római karnevál részeként Kelemen felkérte a Sixtus-kápolna kórusát, Antonio Maria Abbatini vezetésével, hogy adják elő az általa olaszra fordított La Baltasara című vallásos operát. A díszleteket nem kisebb ember tervezte meg, mint Bernini. A barokk Róma egyik kiemelkedő irodalmi alakjaként is érdemes megemlékezni Kelemenről. Miután államtitkári pozíciót kapott, már nem ért rá saját írásaival foglalkozni, de ennek ellenére is több műve maradt fenn. Ezek legnagyobb része vallásos témájú melodráma volt. 1631-ben adta ki a Sant'Alessio című művét, amelyet még tíz nagyobb alkotása követett: Erminia sul Giordano (1633), I Santi Didimo e Teodora (1935), Egisto (1637), San Bonifazio (1638), Genoinda (1641), Il palazzo incantato (1642), Sant'Eustachio (1643), Dal male il bene (1654), La vita umana (1655), Le armi e gli amori (1656).
1637-ben librettót írt Virgilio Mazocchi és Marcco Marazzoli Chi soffre, speri című vígoperájához.
A művészként is kiváló egyházfő bő két évnyi pontifikátus után 1669. december 9-én halt meg. Végrendelkezésében azt kívánta, hogy földi maradványait a Santa Maria Maggiore-bazilika padlója alá temessék el, és mindössze egy egyszerű felirat hirdesse nyughelyét. A sok szempontból nagyra tartott pápát Róma mélyen meggyászolta. Utódja, X. Kelemen pápa nem tartotta egy ilyen kiváló ember méltó nyughelyének az egyszerű sírt, ezért a Santa Maria Maggiore hajójának jobb oldalán emeltetett egy lenyűgöző síremléket. Halála után Kelemen sírját még éveken keresztül több római is mély tisztelettel látogatta, aki számukra rövid uralkodása miatt ugyan nem a legnagyobb, de mindenképpen a legszeretőbb egyházfő volt.

## Művei
- Documenta Catholica Omnia (latin nyelven). Cooperatorum Veritatis Societas. (Hozzáférés: 2011. december 6.)